# 蒙蒂霍湾

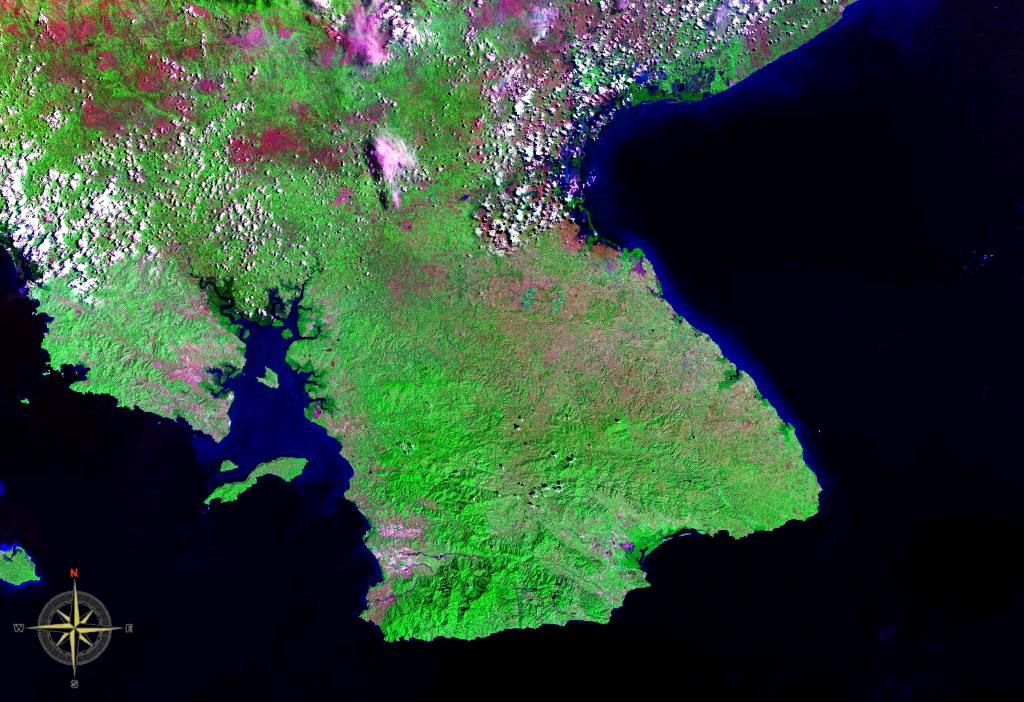
阿苏埃罗半岛卫星图，在它西边的是蒙蒂霍湾

蒙蒂霍湾（西班牙語：golfo de Montijo）是巴拿马太平洋沿岸的一个海湾，位于阿苏埃罗半岛以西，塞瓦科岛以北，南北长25公里，东西宽2到5公里。蒙蒂霍湾内部还有贝尔德岛与莱昂内斯岛等岛屿。